# 去甲基腎上腺素 (藥物)
去甲基腎上腺素（英文名：Norepinephrine或Noradrenaline）為一種治療嚴重低血壓的藥物，通常於敗血症患者靜脈注射升壓藥物後，仍無法改善其低血壓時使用。去甲腎上腺素的分子結構跟激素及神經傳導物質的去甲基腎上腺素相同，給藥方式為慢速靜脈注射。
常見的副作用有頭痛，心搏率減慢及焦慮，也可能會有心律不整的副作用。如果去甲腎上腺素從靜脈給藥處外漏，可能導致肢體缺血，若藥品外溢，可在受影響處局部給予抑腎上腺藥苄胺唑啉 （或稱芬妥胺），會比較有幫助，去甲基腎上腺素作用方式有賴 α腎上腺素受體結合及活化來進行。
此藥是在1946年研發成功，美國並於1950年核准使用在醫療用途，目前已有學名藥上市。2015年時，開發中國家取得此藥的批發價約為每瓶4毫克裝0.42美元；在英國，國民保健署取得相同劑量的成本為4.4英磅。